# Nel mezzo del cammin di nostra vita

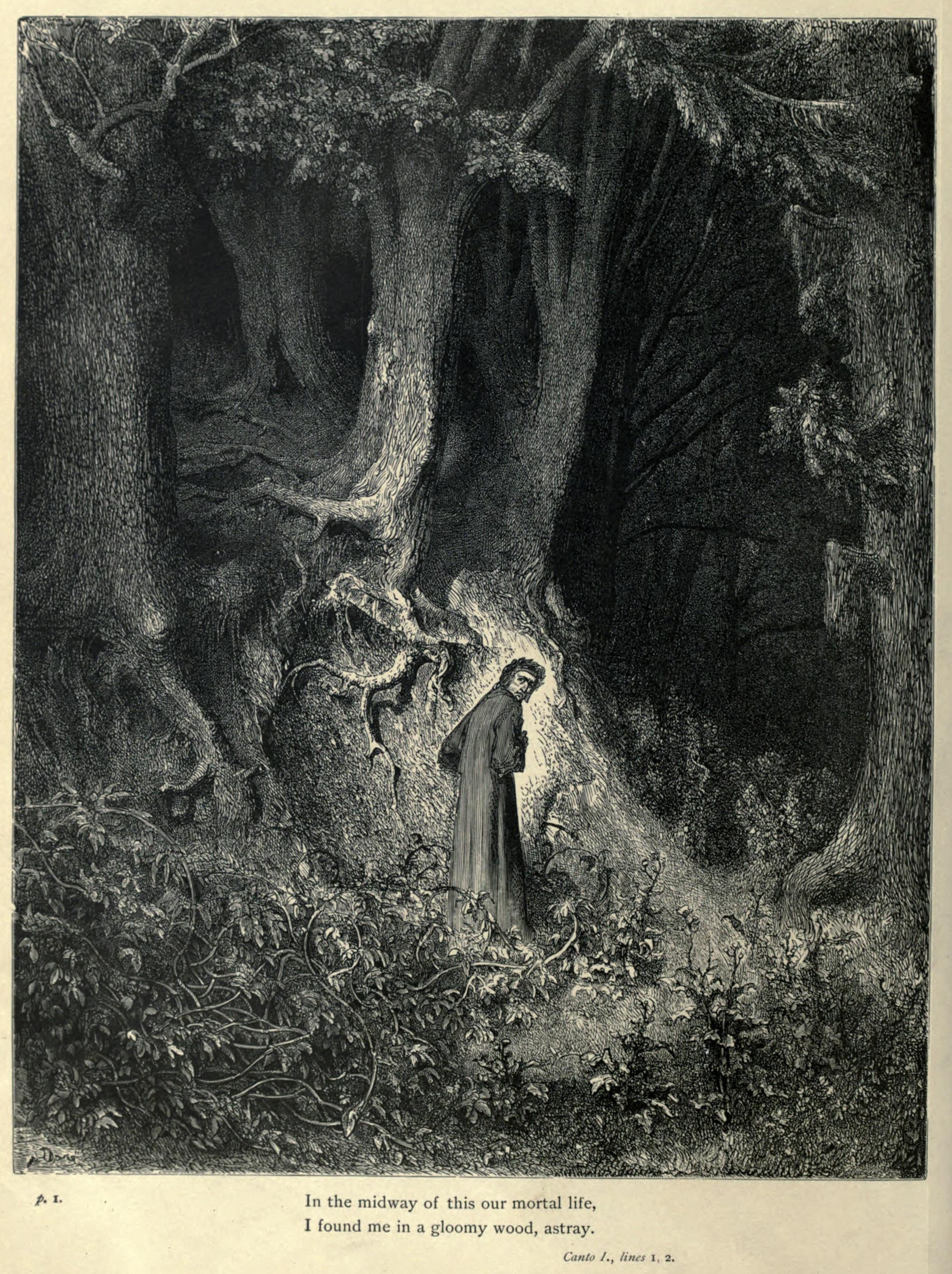
Nel mezzo del cammin di nostra vita
mi ritrovai per una selva oscura
(Au milieu du chemin de notre vie
je me retrouvai dans une forêt obscure)
Illustration de Gustave Doré.

Nel mezzo del cammin di nostra vita (« Au milieu du chemin de notre vie ») est le premier vers du Chant I de l'Enfer, première partie de la Divine Comédie de Dante Alighieri.

## Sources
La référence la plus souvent évoquée comme étant l'inspiration de ces mots est le Convivio : « Le point culminant de cet arc [de la vie terrestre] se trouve je crois entre la trentième et la quarantième année et je crois qu'il est parfaitement naturel qu'elle soit dans la trente-cinquième année ». Cette conception se fonde bibliquement sur un psaume : « Les jours de notre vie arrivent à soixante-dix ans et, pour les plus forts, à quatre-vingts. »), et sur Isaïe pour ce qui concerne l'issue de cette échéance : « Ego dixi in dimidio dierum meorum : vadam ad portas inferi ».
Dante s'imagine « dans une forêt obscure » (v. 2), dans un moment de confusion intérieure (« la diritta via era smarrita » : « la route droite était perdue », v. 3), exactement dans la phase médiane de sa vie, dans laquelle il a initié la description de sa vision mystique de la Commedia.
Le « nostra » est indice de l'exemplarité de cette expérience.

## La « vie » comme « chemin »
L'origine biblique de la définition de la « vita » comme « cammino » a également été soulignée : « Nous cheminions sur la route de la foi » dit saint Paul. Dante  reprend cette idée du « chemin de cette vie » dans le Convivio, lorsqu'il indique le danger pour l'âme de perdre la route du bien, comme cela lui est en effet arrivé à l'intérieur de cette vision poétique (selon Guido da Pisa un « sonno mistico », un « songe mystique »), imaginée dans la nuit du Vendredi saint de l'année 1300.